# Chuuk (langue)
Pour l’article homonyme, voir Chuuk.
Le chuukois ou chuuk ou troukais est une des neuf langues officielles et parlées des États fédérés de Micronésie, notamment dans l'État de Chuuk, par les Chuukois.

## Écriture
Le premier alphabet chuuk est une adaptation de l’alphabet anglais produite par les missionnaires protestants américains au XIXe siècle pour une traduction de la Bible et de livres de prières mortlock qui sont utilisés par les Chuukois. Les missionnaires catholiques et allemands protestants produisent une traduction de la Bible avec des voyelles additionnelles : a, e, i, o, u, f, s, k, l, m, n, ng, p, r, ch ou tr, t. Cet alphabet est utilisé dans les écoles primaires et par l’administration après la Seconde Guerre mondiale. L’alphabet est finalement révisé lors de deux conférences sur l’orthographe en aout 1972 et janvier 1975, et lors d’un atelier sur la grammaire en juillet 1975. Le nouvel alphabet est conçu non seulement pour mieux représenter le chuuk mais aussi pour pouvoir représenter les autres langues chuuk parlées dans le Chuuk dont notamment le puluwat.
| a | á | e | é | i | o | ó | u | ú | f | s | k | l | m | mw | n | ng | p | pw | r | ch | t | w | y |

Les lettres i̧, u̧, ú̧, h, ŕ et ẃ sont (ou peuvent être) utilisés pour le mortlock ou le puluwat.

## Dialectes
Glottolog liste deux dialectes :
- east lagoon
- fayichuck